# Didier Donfut
Didier Donfut (ur. 25 października 1956 w Mons) – belgijski i waloński polityk oraz samorządowiec, działacz Partii Socjalistycznej, w 2007 minister na szczeblu federalnym.

## Życiorys
Studiował na wydziale nauk ekonomicznych i społecznych Université de Mons. W latach 1977–1982 pracował w sektorze budownictwa socjalnego, następnie do 1988 był doradcą w instytucji pomocy społecznej CPAS.
Zaangażował się w działalność polityczną w ramach walońskiej Partii Socjalistycznej. Od 1989 był radnym miejscowości Frameries. W latach 1990–1992 wchodził w skład zarządu miasta, a następnie do 2004 i ponownie w 2006 pełnił funkcję burmistrza. W latach 1989–1991 był posłem do federalnej Izby Reprezentantów i jednocześnie członkiem rady Regionu Walońskiego. Od 1995 do 2004 wykonywał mandat deputowanego do Parlamentu Walońskiego. Udzielał się w międzyczasie jako doradca socjalistycznych ministrów. W latach 2004–2007 pełnił funkcję sekretarza stanu do spraw europejskich w drugim rządzie Guya Verhofstadta. Od lipca do grudnia 2007 był federalnym ministrem spraw społecznych i zdrowia w tym samym gabinecie. W latach 2008–2009 wchodził w skład regionalnego rządu walońskiego, gdzie odpowiadał za sprawy społeczne, zdrowie i równouprawnienie. Ustąpił w związku z zarzutami dotyczącymi nadużyć i konfliktu interesów.
W 2012 kolejny raz wybrany na radnego Frameries, odmówił jednak wykonywania mandatu. Obejmował różne stanowiska menedżerskie, m.in. w 2014 został przewodniczącym rady dyrektorów przedsiębiorstwa przesyłowego ORES.